# Iszak Kálmán
Iszak Kálmán (Táplánfa, 1906. október 28. – Gödöllő, 1974. április 6.) a MÁV alkalmazottja, a Demokrata Néppárt országgyűlési képviselője.

## Élete

### Gyermek- és ifjúkora
Iszak Sándor vasúti őr és Farkas Zsófia gyermeke. Kilencen voltak testvérek. Római katolikus vallásban nevelkedett.
Elvégezve az elemi és egy polgári osztályt a győri villamos műveknél helyezkedett el villanyszerelő-tanoncként. Budapesten is dolgozott egy villanyszerelő-mester mellett. 1925-ben hivatásos katona lett, nyolc év után pedig tizedesi rendfokozattal szerelt le. Édesapját követve 1933-ban a MÁV alkalmazásába állt. Veszprémben majd Hajmáskéren dolgozott. Altiszt képzettséget szerzett, s 1941-ben a Zala vármegyei Tófej község állomáskezelője lett.

### Politikai pályája
Rövid ideig 1945-ben belépett a Független Kisgazdapártba. 1946-ban azonban rendőri felügyelet alá helyezték, mert egy bejelentés szerint demokrácia- és szovjetellenes kijelentéseket tett. Augusztusban az első fokú határozatot bizonyíték hiányában megsemmisítették.
1947-ben belépett a Demokrata Néppártba. Az 1947. augusztus 31-i országgyűlési választásokon a Zala megyei pártlistán bekerült az Országgyűlésbe. Októberben pedig a DNP frakciójának alelnöke lett.
Már képviselősége idején támadások érték személyét. Bár közalkalmazotti jogviszonyára való tekintettel politikai megbízatása idejére fizetés nélküli szabadságot kért és kapott munkáltatójától, a kommunista párt mégis összeférhetetlenséggel vádolta meg, valamint azzal, hogy szervező titkára lett volna a Magyar Élet Pártjának. A vádakat bizonyítani nem tudták, a Parlament mégis megfosztotta képviselői mandátumától.

### A diktatúra idején
A MÁV 1949 elején felmondással nyugdíjazta. Letartóztatták és Szombathelyen tíz napig őrizetben tartották, majd a Vas megyei Vásárosmiskén kijelölt kényszerlakhelyre toloncolták. A rendőri felügyelet megszűnése után előbb a sárvári cukorgyárban dolgozott, majd Gödöllőre költözve gazdálkodással és egyéb munkákkal tartotta el magát és feleségét (gyermekük nem született). 1974-ben hunyt el.

## Külső hivatkozások
- Országgyűlés almanachja 1947-1949, 173-174. o.
- Iszak Kálmán szócikk. Kereszténydemokrácia Tudásbázis, Barankovics István Alapítvány Archiválva 2014. október 25-i dátummal a Wayback Machine-ben